# سلحشوران (فیلم)
سلحشوران (انگلیسی: The Warriors) فیلمی در ژانر اکشن و مهیج به کارگردانی والتر هیل و لارنس گوردون است که در سال ۱۹۷۹ منتشر شد. از این اثر یک بازی با همین نام توسط راک‌استار گیمز ساخته شده است.

## بازیگران
- مایکل بک
- جیمز رمار
- دورسی رایت
- دیوید پاتریک کلی
- باک هیل
- مرسدس روئل
- برایان تایلر

## خلاصه داستان
گروهی از گانگستر ها که مقرشان در جنوب شهر است به مهمانی که درشمال شهر است دعوت میشوند.در آن مهمانی که نه تنها آن ها بلکه کل گانگسترهای شهر درآن دعوت شده اند میزبان به قتل میرسد و در این بین تقصیر گردن این گروه می افتد. حالا این گروه که مقرشان در جنوب شهر است مجبور اند به انجا بروند در حالی که تمام گانگستر های شهر و پلیس دنبال آنان اند…